# Stantonville
Stantonville es un pueblo ubicado en el condado de McNairy en el estado estadounidense de Tennessee. En el Censo de 2010 tenía una población de 283 habitantes y una densidad poblacional de 98,71 personas por km².

## Geografía
Stantonville se encuentra ubicado en las coordenadas 35°9′25″N 88°25′47″O / 35.15694, -88.42972. Según la Oficina del Censo de los Estados Unidos, Stantonville tiene una superficie total de 2.87 km², de la cual 2.87 km² corresponden a tierra firme y (0%) 0 km² es agua.

## Demografía
Según el censo de 2010, había 283 personas residiendo en Stantonville. La densidad de población era de 98,71 hab./km². De los 283 habitantes, Stantonville estaba compuesto por el 98.94% blancos, el 0.71% eran afroamericanos, el 0.35% eran amerindios, el 0% eran asiáticos, el 0% eran isleños del Pacífico, el 0% eran de otras razas y el 0% pertenecían a dos o más razas. Del total de la población el 2.12% eran hispanos o latinos de cualquier raza.